# SPATS2L
SPATS2L‏ (Spermatogenesis associated serine rich 2 like) هوَ بروتين يُشَفر بواسطة جين SPATS2L في الإنسان.